# Mozart et Salieri
Pour les articles homonymes, voir Mozart (homonymie) et Salieri.
Ne doit pas être confondu avec Mozart et Salieri (Pouchkine).
Mozart et Salieri (en russe : Моцарт и Сальери, Motsart i Salieri) op. 48 est un opéra en un acte et deux scènes de Nikolaï Rimski-Korsakov sur un livret en russe tiré presque mot pour mot du drame en vers homonyme d'Alexandre Pouchkine.

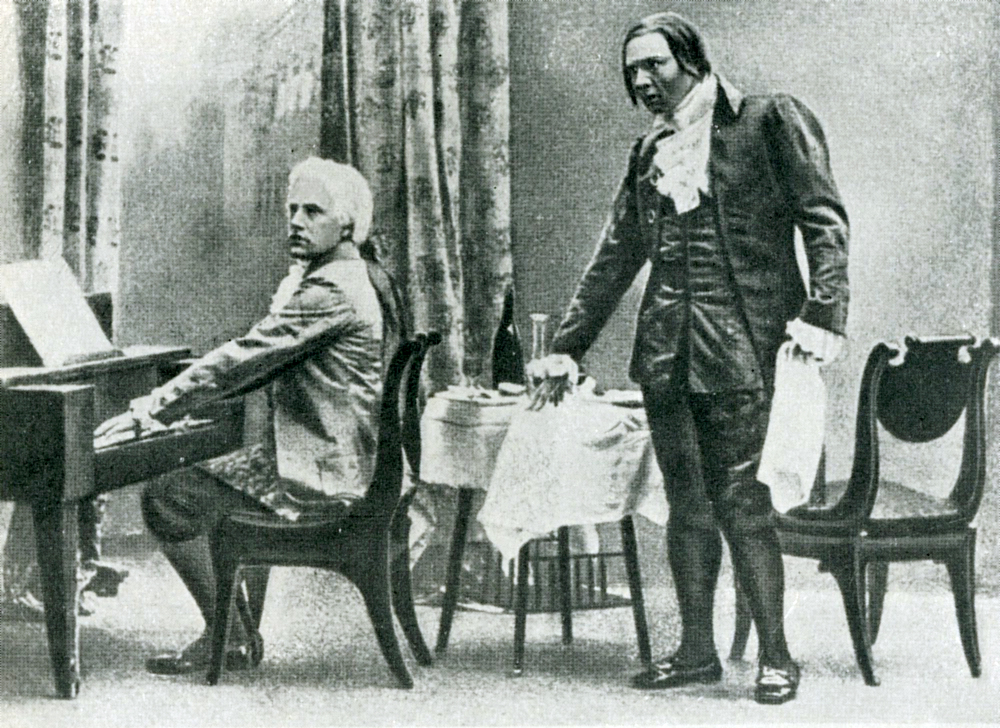
Vassili Chkafer dans le rôle de Mozart et Fédor Chaliapine dans celui de Salieri
(Opéra Privé Russe, 1898)

L'histoire suit la légende apocryphe selon laquelle Antonio Salieri a empoisonné Wolfgang Amadeus Mozart par jalousie à cause de la facilité de ce dernier à écrire de la musique. Rimski-Korsakov a incorporé dans sa partition des citations du Requiem de Mozart et de Don Giovanni.

## Composition et création
Rimski-Korsakov a commencé à travailler à l'opéra au début de 1897 et l'a terminé en août de cette même année. En novembre, le compositeur a pu donner une représentation privée chez lui pour un groupe restreint de spectateurs, car son aspect d'« opéra de chambre » le permettait. La première représentation officielle a eu lieu au théâtre Solodovnikov à Moscou le 25 novembre 1898 (7 décembre dans le calendrier grégorien), avec Vassili Chkafer dans le rôle de Mozart et Fédor Chaliapine dans celui de Salieri. Le chef était Iossif Truffi et le metteur en scène Mikhaïl Vroubel.
L'opéra est dédié au compositeur russe Alexandre Dargomyjski, qui avait mis en musique Le Convive de pierre tiré des Petites tragédies de Pouchkine. La critique a souligné qu'avec cette dédicace, Rimski-Korsakov avait voulu reconnaître les mérites de Dargomyžskij dans la création du genre opera da camera, en mettant en musique les Petites tragédies, qui s'avèrent des livrets d'opéra idéaux. Ces textes ont également inspiré César Cui qui a mis en musique « Le Festin en temps de peste » (« Пир во время чумы ») (1901) et Sergueï Rachmaninov qui a composé « Le Chevalier avare » (1904), sans oublier Modeste Moussorgski et son chef-d'œuvre Boris Godounov.
La première de l'opéra au Royaume-Uni a eu lieu le 11 octobre 1927, également avec Chaliapine comme Salieri, alors que la création aux États-Unis a eu lieu à Forest Park, en 1933.

## Rôles
| Rôle                                                                                  | Voix      | Distribution lors de la création Moscou, 7 décembre 1898 (chef: Iossif Truffi) |
| ------------------------------------------------------------------------------------- | --------- | ------------------------------------------------------------------------------ |
| Mozart                                                                                | ténor     | Vassili Chkafer                                                                |
| Salieri                                                                               | baryton   | Fédor Chaliapine                                                               |
| Un violoneux aveugle                                                                  | rôle muet |                                                                                |
| Chœur hors scène: chante quelques mesures du Requiem de Mozart dans la seconde scène. |           |                                                                                |

Le rôle de Salieri est devenu l'un des préférés de Chaliapine. Il l’a joué avec de nombreux autres chanteurs dans le rôle de Mozart: Alexandre Davydov (Kiev, 1899; le Théâtre Mariinski, Saint-Pétersbourg, 1905), Constantin Issatchenko, Vassili Sevastianov (le Théâtre Bolchoï, Moscou, 1901), etc.

## Synopsis
L'action a lieu à Vienne, à la fin du XVIIIe siècle. 

### Première scène
Salieri est seul dans une pièce. Il réfléchit sur l'injustice du monde: dès son enfance, il s'est consacré à la musique et a obtenu le succès après un dur labeur de plusieurs années. Il n'a jamais envié les autres compositeurs, mais maintenant il éprouve envie et dédain du fait qu'un si grand talent soit détenu par une personne frivole et superficielle comme Mozart, pour qui écrire de la musique vient sans effort. Mozart arrive, emmenant avec lui un violoniste aveugle, qui jouait dans une taverne une mélodie tirée du Mariage de Figaro. Le compositeur est amusé par la façon dont l'aveugle joue sa musique, Salieri, au contraire, est très indigné. Mozart propose à son collègue d'écouter une "bagatelle", qu'il a écrite la veille. Salieri est choqué par la musique. Il décide de tuer Mozart, et l'invite à dîner.

### Deuxième scène
Les deux compositeurs se retrouvent à la taverne. Mozart est triste, inquiet, plein d'appréhension. Un «homme noir» a commandé un Requiem, et le compositeur est convaincu qu'il est en train de l'écrire pour lui-même. Au cours de la conversation, Mozart affirme que «le génie et le mal sont deux choses incompatibles». Salieri trouve un moyen de lui verser le poison. La conversation se poursuit. Mozart joue à Salieri des passages du Requiem, et Salieri se met à pleurer. Mozart voit cela, mais Salieri engage Mozart à continuer. Mozart ne se sent pas bien et s'en va. Salieri reste seul et termine l'œuvre, méditant la pensée de Mozart selon laquelle un génie ne peut assassiner: Mozart a vu juste et Salieri n'est donc pas un génie?

## Enregistrements
- 1948, Samuil Samosud (chef), Stanislavsky and Nemirovich-Danchenko Music Theatre, Sergey Lemeshev (Mozart), Alexander Pirogov (Salieri)
- 1951, Samuil Samosud (chef), USSR Radio Orchestra and Chorus, Ivan Kozlovsky (Mozart), Mark Reizen (Salieri)
- 1952,  (en français) René Leibowitz (chef), Orchestre Philharmonique de Paris, Jean Mollien (Mozart), Jacques Linsolas (Salieri)
- 1974, Stoyan Angelov (chef), Bulgarian Radio-Television Symphony Orchestra, Svetoslav Obretenov Chorus, Avram Andreev (Mozart), Pavel Gerdzhikov (Salieri), Teodor Moussev (piano), Raina Manolova (violin)
- 1986, Mark Ermler (chef), Bolshoy Theatre Orchestra and Chorus, Aleksandr Fedin (Mozart), Yevgeny Nesterenko (Salieri), Vera Chasovennaya (piano), Sergey Girshenko (violin)
- 1994, Yuli Turovsky (chef), I Musici de Montréal, I Musici de Montréal Choir, Vladimir Bogachev (Mozart), Nikita Storojev (Salieri)
- 1982, (en allemand) Mozart und Salieri, Marek Janowski (chef), Dresden Staatskapelle, Leipzig Radio Symphony Chorus, Peter Schreier (Mozart), Theo Adam (Salieri), Peter Rosel (piano)